# Вацлав Келтика
Вацлав "Vogg" Келтика (пол. Wacław "Vogg" Kiełtyka; 17 грудня 1981; Коросно, Польща) — польський музикант, композитор і мультиінструменталіст. Випускник першої та другої музичної школи та Академії музики в Кракові по класу акордеона. Співзасновник і гітарист гурту Decapitated, а також учасник блек-метал-гурту Lux Occulta. У 2008-2009 роках сесійний гітарист дет-метал гурту Vader. Келтика також співпрацював з вокалісткою Ренатою Пшемик і гуртом Sceptic.
Одружений, має двох дітей.

## Життєпис

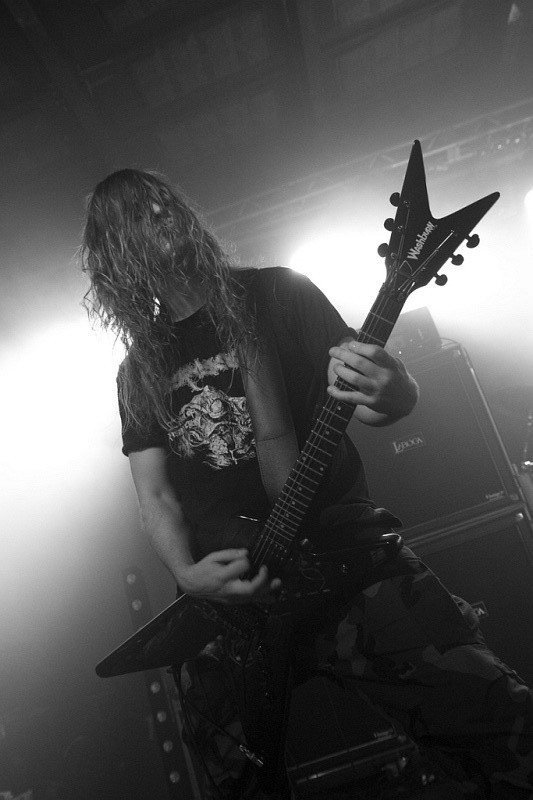
Вацлав "Vogg" Келтика під час концерту з гуртом Vader в рамках туру Winterfest 2009, 22 січня 2009 р.

Вацлав «Воґґ» Келтика розпочав свою творчу діяльність у 1996 році в гурті Decapitated, який заснував разом зі своїм молодшим братом Вітольдом. Склад доповнили вокаліст Войцех "Sauron" Вомсович і басист Мартин Риґель. Попри труднощі з пошуком приміщення для репетицій, молодий гурт за короткий час зробив свої перші записи. Дебютний демо-матеріал був записаний через рік і виданий на касеті під назвою Cemeteral Gardens. Наступні композиції були випущені в 1998 році на касеті під назвою «The Eye of Horus».
Також у 1998 році Келтика та Риґель приєдналися до блек-метал-групи Lux Occulta. Музиканти взяли участь у записі випущеного роком пізніше альбому під назвою My Guardian Anger (1999). Завдяки лідеру гурту Vader, Петру Вівчареку, який листувався з Келтикою, гурт Decapitated отримав менеджерський контракт з Massive Music. Агентство швидко підписало контракт із Wicked World, підрозділом музичного лейбла Earache Records. У 2000 році вийшов дебютний альбом гурту Winds of Creation. Альбом став початком популярності та визнання гурту серед публіки та музичних журналістів. Часопис Metal Maniacs назвав гурт надією дез-металу, а часопис Terrorizer назвав її найкращим дебютом 2000 року.
Через шкільні обов'язки Келтика та інші учасники гурту не могли повністю брати активну участь у просуванні альбому. Проте під час канікул музиканти дали низку концертів у Європі. У 2001 році вийшов другий альбом Lux Occulta з Келтикою під назвою "The Mother and the Enemy". На початку 2002 року вийшов другий студійний альбом Decapitated "Nihility". Видавництво також рекламували під час концертів, зокрема. разом з гуртами Incantation, Vader, Krisiun і Prejudice. У 2004 році вийшов четвертий альбом Decapitated під назвою The Negation. У 2005 році група вирушила у свій перший європейський тур гедлайнером. Влітку того ж року давній вокаліст гурту Войцех «Sauron» Вомсович покинув групу, і його замінив Адріан «Covan» Кованек. Новий склад записав альбом під назвою "Organic Hallucinosis", випущений у 2006 році. Також у 2006 році Вацлав «Vogg» Кєлтика став гітаристом у концертному гурті співачки Ренати Пшемик. Попри успіхи, команда Decapitated боролася з фінансовими та кадровими проблемами.
У результаті у 2007 році гурт покинув басист Мартин Риґель. Тим часом Vogg невдало пройшов прослуховування на посаду другого гітариста в гурт Morbid Angel. Наприкінці жовтня 2007 року під час гастролей по Східній Європі гурт потрапив в автокатастрофу. Від отриманих поранень помер брат Келтики, Вітольд. Однак через помилки, допущені під час лікування, стан здоров'я Кованка значно погіршився. В результаті хвороба завадила співаку продовжувати творчу діяльність.
Наступні місяці Келтика провів у своєму рідному Коросні. Потім переїхав до Кракова, де почав працювати продавцем у музичному магазині. У 2008 році на запрошення Петра Вівчарека Келтика приєднався до гурту Vader та гурту Яцека Хіро — Skeptic. Попри пропозицію взяти участь у записі восьмого альбому Vader під назвою Necropolis, Келтика відмовився через невиконання фінансових умов. Після майже 150 концертів разом з Vader Келтика відновив Decapitated з оновленим складом. Музикант запросив до співпраці барабанщика Керіма "Krimh" Лехнера, вокаліста Рафала Петровського та басиста Філіпа "Heinrich" Галухи. Наприкінці 2010 року, після численних концертів по всьому світу, група узялась до роботи над новим альбомом. Також у 2010 році музикант покинув епізодично гастролюючий гурт Skeptic.
Наприкінці вересня 2019 року він був оголошений новим гітаристом Machine Head, запланованого на тур по Європі, запланований на святкування 25-річчя виходу альбому Burn My Eyes. 17 лютого 2024 року він оголосив, що участь у південноамериканському турі в жовтні 2023 року була його останньою діяльністю з MH, тим самим підтвердивши свій вихід з групи.